# Clausilium

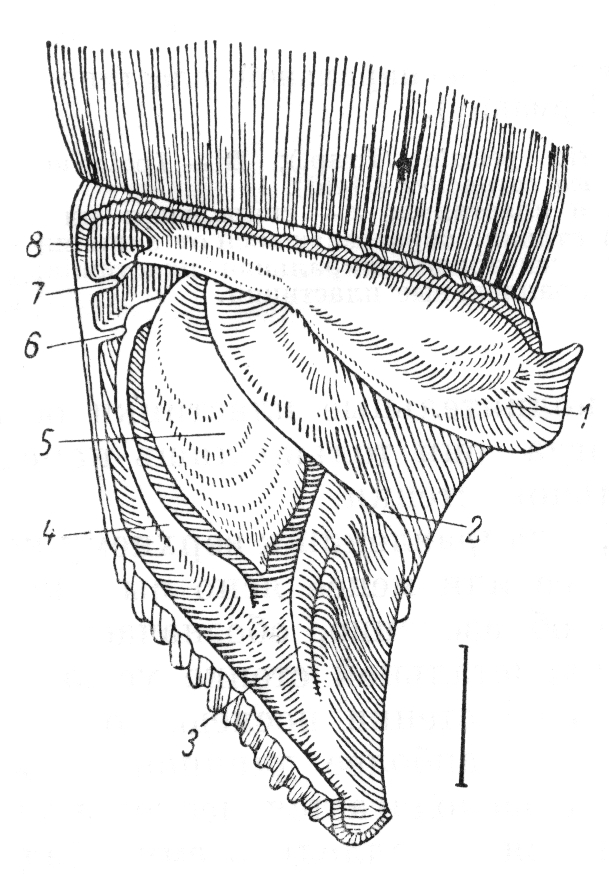
Die anatomischen Merkmale der inneren Schale der Schnecke Alinda biplicata, zeichnerisch dargestellt anhand einer teilweise geöffneten Schale. Das löffelförmige Ende des Clausiliums ist mit der Nummer 5 gekennzeichnet. Zu den Erläuterungen der anderen Ziffern bitte Bild anklicken

Ein Clausilium ist ein Gehäuseverschluss, wie er bei der Familie der Schließmundschnecken (Clausiliidae) vorkommt.

## Morphologie und Funktion
Das Clausilium besteht aus einer je nach Gattung zungen-, löffel- oder spatelförmigen  mit einem elastischen Band verbundenen Kalkplatte, die sich seitlich in das Gehäuse schiebt, wenn die Schnecke aus ihrem Gehäuse kriecht. Wenn die Mündung des Gehäuses mit dem breiten und flachen Ende des Clausiliums verschlossen worden ist, findet die Schnecke im Inneren einen gewissen Schutz vor Fressfeinden.
Das schmale Ende des Clausiliums befindet sich in einer spiralförmig rund um die Columella gewundenen Falte im Schaleninneren. Aufgrund der Länge dieser Grube und des Muskels, mit dem die Schnecke das Clausilium bewegt, ist es ihr möglich, das Clausilium vollständig in die Schale zurückzuziehen.
Im Gegensatz zum Operculum gehört das Clausilium der Schließmundschnecken zur Schale und ist mit dieser fest verbunden, hingegen nicht am Weichkörper des Tieres befestigt, so dass auch an leeren Schalen Clausilia gefunden werden. Ebenso wenig ist das Clausilium mit dem nur temporär zum Winter gebildeten Verschlussdeckel (Epiphragma) der Weinbergschnecken gleichzusetzen.